# Anne Bonny
Anne Bonny (født 8. marts 1702, død 22. april 1782) var en irsk pirat. Hun var datter af advokaten William Cormac og hans tjenestepige Mary (eller Peg) Brennan. Hendes far flygtede fra Irland og bosatte sig med sin tjenestepige og Anne på en plantage i Charleston, South Carolina.
Anne trivedes ikke på sin fars plantage og blev allerede som 16-åring gift med sømanden og piraten James Bonny og hun rejste med ham til New Providence på Bahamas som var en velkendt piratrede.
Her mødte hun den berygtede pirat Jack Rackham, og de to begyndte et romantisk forhold. For at undslippe sin mand, forklædte Anne Bonny sig som mand og kom med i Rackhams mandskab på piratskibet "Revenge". En anden kvindelig pirat i Rackhams mandskab, også i forklædning, var hans løjtnant Mary Read. Bonny og Rackham blev forelskede og indledte et forhold, og de endte med at få 7 børn.
I 1720 gik pirat-jægeren kaptajnen Barnet til angreb på Rackhams skib. Rackham og store dele af mandskabet var beruset, så modstanden han mødte var lille. Alle ombord blev dømt for piratvirksomhed og hængt, bortset fra Bonny og Read. Begge påstod at være med barn, og ifølge det britiske retsvæsen på denne tiden var det forbudt at henrette gravide. Etter dette forsvinder både Bonny og Read fra kilderne. Det har vært spekuleret i om Bonny blev hængt året efter, eller om hun fik pardon og flyttede tilbage til sin fars plantage.